# Contingency
Un contingency est une pratique commerciale signifiant que le paiement des honoraires liés à une prestation est conditionné par l'obtention effective d'un résultat favorable.
On pourrait citer à titre d'exemple :
- Le paiement de frais d'avocat seulement si le procès est effectivement gagné
- Le paiement d'un cabinet de recrutement seulement une fois que le candidat a bien été recruté
- Le paiement d'une prestation de conseil en voie d'une certification seulement si ladite certification est effectivement obtenue